# Ana Carolina da Silva
Ana Carolina da Silva (Belo Horizonte, 8 de abril de 1991), es una jugadora brasileña de voleibol de interior que conquistó dos medallas, en los años 2011 y 2013, el de oro y de plata respectivamente, con la selección brasileña Novas en las ediciones de la Universiada de Verano. Al jugar en la selección nacional brasileña  fue medallista de oro en el Gran Premio de Japón de 2014. En la sección de clubes, fue medallista de plata  en Suiza y Japón, respectivamente, en los Campeonatos Mundiales de Clubes de 2013 y 2017. Además, fue seis veces campeona del Campeonato Sudamericano de Clubes en 2013, 2015, 2016, 2017, 2021 y 2023. El 2 de marzo de 2023 se casó con Anne Buijs, una jugadora de la selección nacional de voleibol de Holanda.

## Carrera
Da Silva permaneció en las categorías juveniles de Mackenzie/Cia. do Terno del 2005 al 2010, club con el que conquistó el título del Campeonato Mineiro en la categoría juvenil en 2007. También representó a la Selección Nacional de Minas Gerais en la categoría juvenil en el Campeonato Brasileño de Selecciones (División Especial), conquistando el bronce en las ediciones de 2007 en Santa Catarina y 2008 en Minas Gerais, y subcampeón en 2009 (1.ª División) con sede en Alagoas.
En la primera la temporada 2008-09 de este club minero disputó su primera edición de la Superliga A brasileña  terminó en sexto lugar bajo el mando del técnico Sérgio Vera. En la temporada siguiente, se coronaron campeones del Campeonato Mineiro 2009 y en la Superliga A brasileña 2009-10  el mismo club usó el apodo de Mackenzie/Newton Paiva, terminaron solo en el undécimo lugar,  bajo el mando de André Scott al principio y terminando la temporada con Humberto Furtado.
En la temporada deportiva 2010-11 da Silva fue contratada por el equipo Pinheiros/Mackenzie y ganó su primer título del Campeonato Paulista en 2010. Pero terminó en el cuarto lugar tras ser eliminada en las semifinales de la Superliga A brasileña.  
En 2011, fue convocada a la Nueva Selección Brasileña para competir en su primera edición de la Universiada de Verano, realizada en Shenzhen - China, donde ganó la medalla de oro. Y en ese mismo año, el club Unilever la contrató para disputar las competiciones 2011-12, siendo campeona del Campeonato Carioca en 2011 y al haber llegado a la gran final de la Superliga Brasileira A como subcampeona.

En la temporada 2012-13 pasó al Pinheiros, consiguiendo el segundo puesto en la Copa de São Paulo de 2012. Y este equipo terminó en el sexto lugar con  en la Superliga A brasileña 2012-13. Fue convocada nuevamente para representar a la Nueva Selección Brasileña en la Universiada de 2013, donde vistió la camiseta #7 y conquistó su segunda medalla al participar en esta competición, finalizando con la medalla de plata en la Universiada de verano de 2013. 

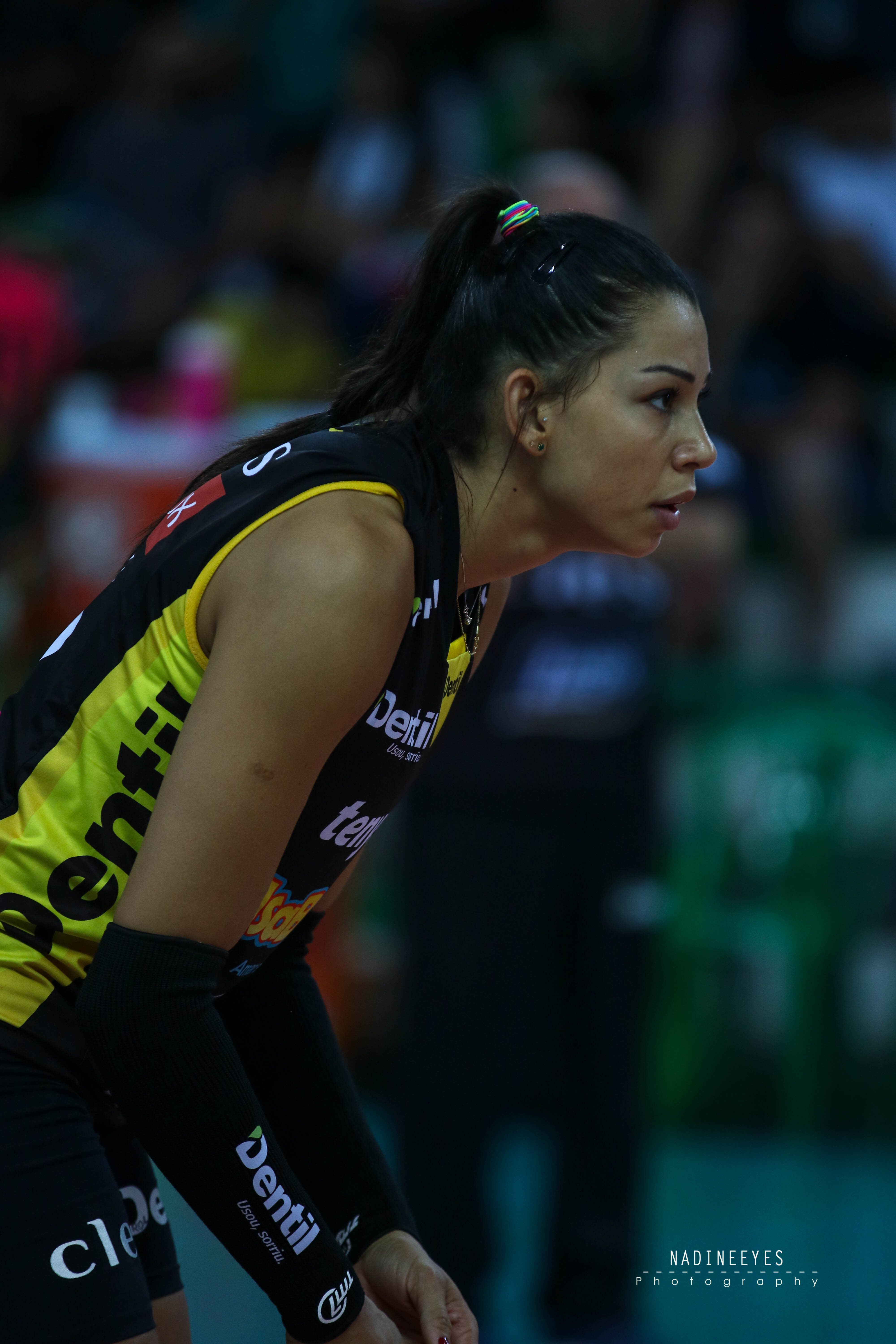
Superliga brasileña de voleibol femenino 2018-19.

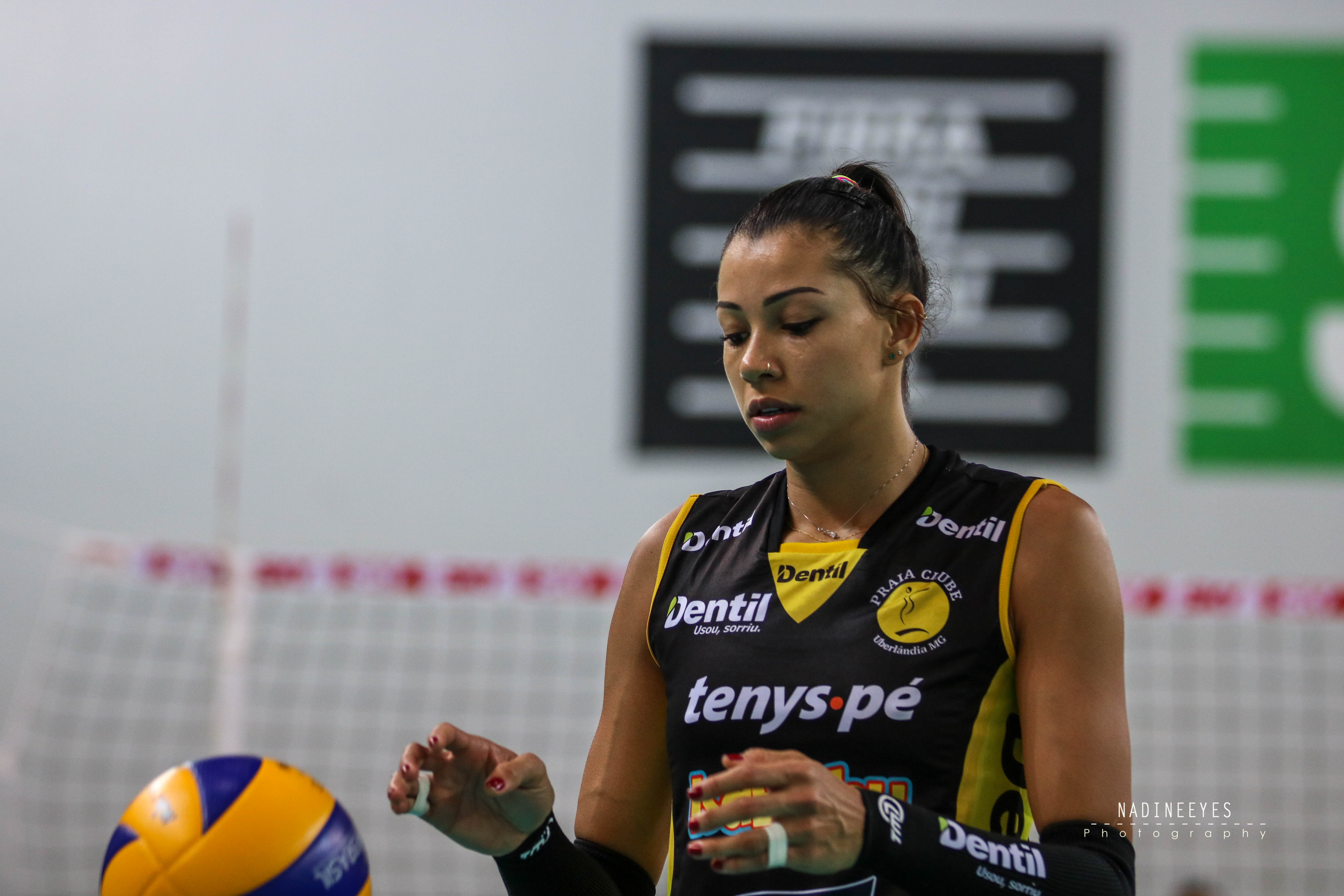
Superliga brasileña de voleibol femenino 2018-19.

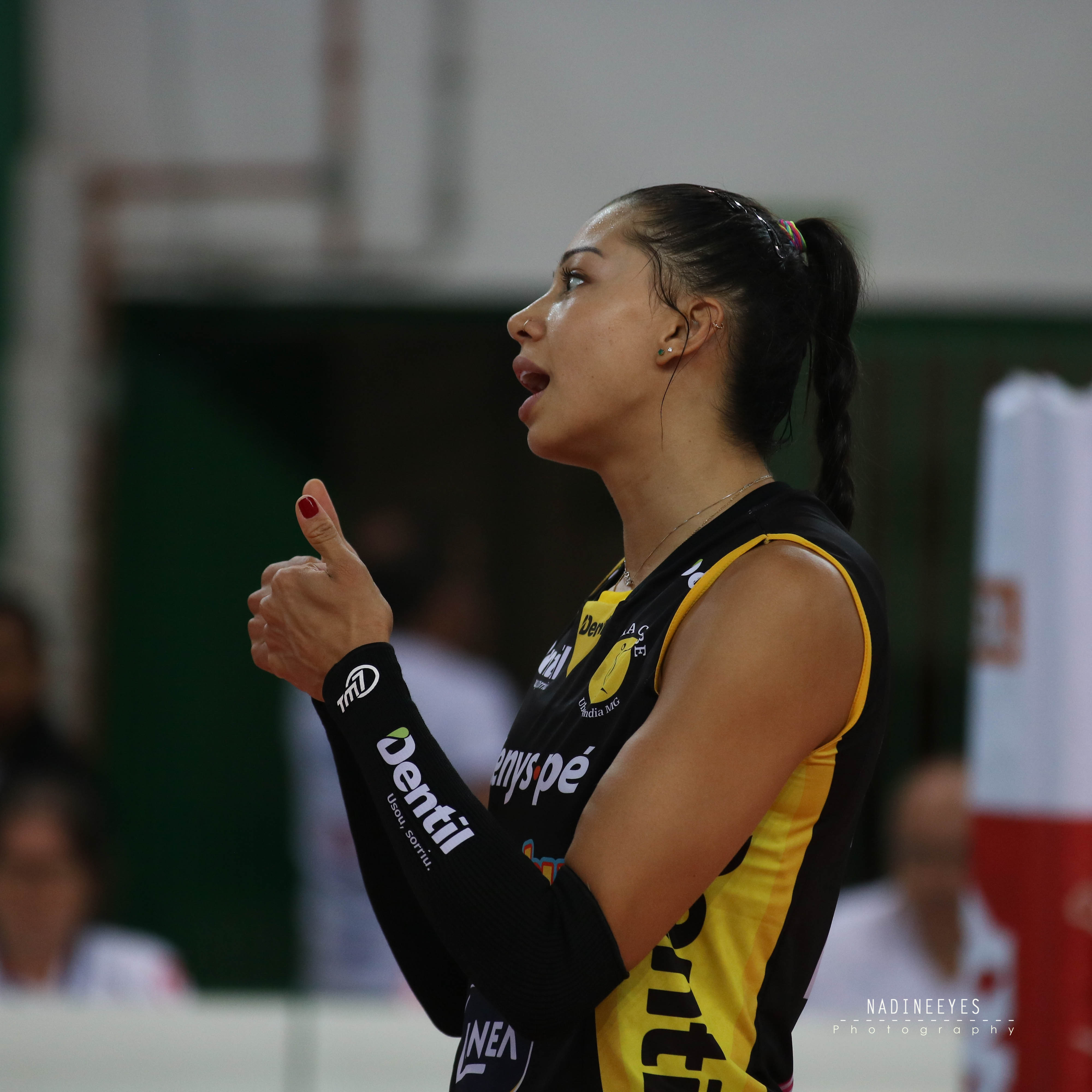
Superliga brasileña de voleibol femenino 2018-19.

En 2013, da Silva volvió a defender al club Unilever, bajo el mando del técnico Bernardo Rezende, que fue a su vez campeón carioca y con él disputó la edición del Mundial de Clubes realizada en Zúrich – Suiza y  obtuvo la medalla de plata, destacándose en las estadísticasal terminar en el noveno lugar entre las  anotadoras más altas de la competición, también fue la Mejor Bloqueadora de la edición, además quedó quinta entre las mejores sacadoras y ocupó la trigésima sexta posición entre las atletas con mejor defensa y logró el bronce en la Copa de Brasil 2014 en Maringá – Paraná por primera vez en su carrera conquistó el título de la Superliga A Brasileña, referente a la jornada 2013-14 siendo la segunda máxima bloqueadora de esa edición.
En 2014 fue convocada por primera vez a la Selección Brasileña bajo la dirección de José Roberto Guimarães para competir en el Montreux Volley Masters, vistiendo la camiseta # 6 terminó en quinto lugar, pero aun así fue elegida la Mejor Bloqueadora del juego.  Renovó su contrato con el Unilever/RJ para las competiciones 2014-15.
Fue convocada al equipo principal para competir en el Gran Premio de 2014, cuya fase final se llevó a cabo en Tokio – Japón y en la que vistió la camiseta #4 y obtuvo la medalla de oro en esta edición. Da Silva renovó su contrato con el mismo equipo, usando el mismo apodo de “Rexona-Ades/RJ” en la temporada 2014-15 y contribuyó al undécimo título del Campeonato Carioca del club en 2014. Compitió en la Superliga A brasileña ganando nuevamente el título, siendo premiada como Mejor Bloqueadora de la edición.
En 2015 “Rexona-Ades/RJ” conquistó el título del Campeonato Sudamericano de Clubes, realizado en Osasco, Brasil, siendo parte de la selección del campeonato, siendo premiado como segundo Mejor Central. Compitió en el Campeonato Mundial de Clubes ese año, con la camiseta número 5. El equipo terminó en cuarto puesto, da Silva fue calificada como la segunda mejor bloqueadora y la tercera entre las servidoras, y  la segunda mejor bloqueadora central.
En la temporada 2015, con  la Selección Brasileña, compitió en el Grand Prix, vistiendo nuevamente la camiseta #4, en Omaha, Estados Unidos, donde conquistó la medalla de bronce, siendo la cuarta mejor bloqueadora. También en 2015, se coronó campeona de la primera edición de la Supercopa de Brasil 2015, celebrada en Itapetininga. Jugó nuevamente para “Rexona-Ades/RJ” en las competiciones deportivas 2015-16 y conquistó el título de Campeona Carioca 2015.  Consiguió el título de la Supercopa de Brasil en esa ocasión fue premiada como Mejor Saque y Mejor Bloqueadora de toda la competición y conquistó la Copa de Brasil 2016 realizada en Campinas.
En 2016  “Rexona-Ades/RJ” se presentó a la edición del Campeonato Sudamericano de Clubes en La Plata, Argentina, además del título que le otorgaron como Mejor Jugadora también integró la selección del campeonato como la primera Mejor Central. Compitió en el Campeonato Mundial de Clubes de 2016 en Manila, Filipinas, donde terminó en el quinto lugar y se destacó como la Mejor Bloqueadora de la edición. Fue convocada nuevamente a la Selección Brasileña en la temporada 2016 y se perdió el debut de Brasil en el Gran Premio de 2016 debido a una lesión que hizo que fuera eliminada permanentemente del equipo para los Juegos Olímpicos de Río 2016. En 2016, también representó al mismo club en el subcampeonato del Campeonato Carioca. Da Silva ganó la Supercopa de Brasil por segunda vez en Uberlândia.
Con el club Rexona-Sesc/RJ jugó la Superliga A brasileña 2016-17, siendo cuatro veces campeona. Ganó otro título de la Copa Brasil en 2017, celebrada en Campinas, su cuarto título de carrera en el Campeonato Sudamericano de Clubes de 2017, en Uberlândia, Brasil y el subcampeonato en la edición del Campeonato Mundial de Clubes en Kobe, Japón, siendo la quinta Mejor Bloqueadora. Y esta fue su última temporada en este club.
Fue convocada nuevamente a la selección nacional brasileña en 2017 y compitió en el Montreux Volley Masters ese año, ganando el título. Fue galardonada como Mejor Jugadora (MVP) y la primera Mejor Jugadora Central del equipo campeón. Ese mismo año también compitió en el Gran Premio, donde consiguió el título por segunda vez.
Por primera vez, en 2017-18 juega en el extranjero, al ser contratada por el equipo turco Nilüfer Belediye Bursa para las competiciones de esa temporada. Fue repatriada por el club Dentil/Praia Clube para que jugara en la temporada de voleibol brasileño 2018-19 y fue coronada subcampeona en el Campeonato de Minas Gerais de 2018. Luego ganaron el título de la Supercopa de Brasil de 2018, jugando más tarde en las semifinales del Campeonato Mundial de Clubes de 2018, celebrado en Shaoxing, terminando en cuarto lugar.
Con el Dentil/Praia Clube, obtuvo el segundo lugar en la Copa Brasil 2019 disputada en Gramado. Y la medalla de plata en el Campeonato Sudamericano de Clubes 2019 celebrado nuevamente en Belo Horizonte, y contribuyó a que el equipo avanzara a la gran final de la Superliga Brasileña 2018-19, pero terminó como subcampeón, y fue premiado como el segundo mejor central de la edición. El 22 de febrero de 2022, en el partido contra el Rio de Janeiro Vôlei Clube, a pesar de la derrota por 3 sets a 2, logró romper el récord de mayor número de bloqueos en un solo juego en la Superliga Brasileña de Voleibol Femenino, conquistando 12 puntos en este aspecto.
El 17 de julio de 2022, da Silva se convirtió en subcampeona de Brasil después de perder la final de la Liga de Naciones de 2022 ante Italia por 3 sets a 0, en Ankara, Turquía. Los resultados parciales de la decisión fueron (25-23, 25-22, 25-22).
El 13 de octubre de 2022, la jugadora anotó 17 puntos, 10 de los cuales fueron de bloqueos contra Italia en un partido válido por las semifinales del Mundial de Voleibol, con lo que  llegó a 57 en la actual edición. Líder absoluta de la lista, además de establecer el nuevo récord de la competición, que estaba en poder de Thaisa, quien había conseguido 45 puntos en la edición de 2014. El 15 de octubre de 2022, Carol se convirtió en subcampeona con Brasil después de perder la final del Campeonato Mundial de 2022 ante Serbia por 3 sets a 0, en Apeldoorn, Países Bajos. Los resultados parciales de la decisión fueron (26/24, 25/22 y 25/17). El 29 de junio de 2023, da Silva fue anunciada por Savino Del Bene, un equipo italiano que usará la camiseta número 16 para la temporada 2023-24.
El 11 de agosto de 2024 consiguió su segunda medalla en los Juegos Olímpicos, el bronce en los Juegos Olímpicos de París 2024, tras vencer a Turquía por 3-1.

## Clubs
| Club                      | De        | EL        |
| ------------------------- | --------- | --------- |
| Mackenzie/Newton Paiva    | 2005-2006 | 2009-2010 |
| Pinos/Mackenzie           | 2010-2011 | 2010-2011 |
| Voleibol Unilever         | 2011-2012 | 2011-2012 |
| EC Pinheiros              | 2012-2013 | 2012-2013 |
| Rexona Sesc-RJ            | 2013-2014 | 2016-2017 |
| Deportes Nilüfer Belediye | 2017-2018 | 2017-2018 |
| Club de playa/Dentil      | 2018-2019 | 2022-2023 |
| Savino Del Bene Scandicci | 2023-2024 | 2024-2025 |
| Amor y Violencia          | 2025-2026 | 2025-2026 |

## Títulos y resultados

### Selección Nacional de Brasil
- Gran Premio de Voleibol Femenino 2014
- Campeonato Mundial de Voleibol 2014
- Gran Premio de Voleibol Femenino 2015
- Campeonato Sudamericano 2015
- Gran Premio de Voleibol Femenino 2017
- Montreux Volley Masters 2017
- Campeonato Sudamericano 2017
- Liga de Naciones de Voleibol 2019
- Juegos Olímpicos de Verano de 2020
- Liga de Naciones de Voleibol 2021
- Campeonato Sudamericano 2021
- Campeonato Mundial de Voleibol 2022
- Liga de Naciones de Voleibol Femenino 2022
- Campeonato Sudamericano 2023
- Juegos Olímpicos de Verano de 2024

## Premios individuales
- 2º Mejor Central del Mundial de Clubes 2013
- Mejor bloqueadora del Montreux Volley Masters 2014
- Mejor Bloqueadora de la Superliga Brasileña 2014/15
- 1er Mejor Central en el Campeonato Sudamericano de Clubes 2014
- 2º Mejor Central del Mundial de Clubes 2015
- Mejor Bloqueadora de la Superliga Brasileña 2015/16
- Mejor servidora de la Superliga brasileña 2015/16
- MVP del Campeonato Sudamericano de Clubes 2015
- 1er Mejor Central en el Campeonato Sudamericano de Clubes 2015
- Mejor Bloqueador del Campeonato Mundial de Clubes 2016 [55]
- Jugadora más valiosa del Montreux Volley Masters 2017
- 1.ª Mejor Central en el Montreux Volley Masters 2017
- 2do Mejor Central en el Campeonato Sudamericano de Clubes 2017
- 2do Mejor Central del Campeonato Sudamericano 2017
- 1er Mejor Central de la Copa de Campeones 2017
- Mejor bloqueadora de la Copa de Campeones 2017
- 1.er Mejor Central de la Liga Turca A 2017/18
- Mejor bloqueadora de la Liga Turca A 2017/18
- 1.ª Mejor Central de la Superliga Brasileña 2018/19
- 2da Mejor Central del Campeonato Sudamericano de Clubes 2020
- 2.ª Mejor Central de la Superliga Brasileña 2020/21
- Mejor Central del Campeonato Sudamericano 2021
- 2.ª Mejor Central de la Superliga Brasileña 2021/22
- Elección de los aficionados de la Superliga brasileña 2021/22
- 1er Mejor Central del Campeonato Sudamericano de Clubes 2022
- 2º Mejor Central de la Liga de Naciones 2022
- 1er Mejor Central del Campeonato Mundial 2022